# Sostrata grippa
Sostrata grippa is een vlinder uit de familie van de dikkopjes (Hesperiidae). De wetenschappelijke naam van de soort is voor het eerst gepubliceerd in 1953 door William Harry Evans.
De soort komt voor in Costa Rica, Ecuador en Bolivia.